# Outside (David Bowie)
Outside (soms geschreven als 1. Outside) is het twintigste studioalbum van de Britse muzikant David Bowie, uitgebracht in 1995. Voor het album keerde producer Brian Eno terug, met wie Bowie voor het eerst sinds Lodger uit 1979 samenwerkte. Met de subtitel "The Ritual Art-Murder of Baby Grace Blue: A non-linear Gothic Drama Hyper-Cycle" focust het album zich op een dystopische wereld op de vooravond van de 21e eeuw. De nummers worden allemaal ingezongen door verschillende door Bowie gecreëerde karakters die zich allemaal uitspreken over het leven in deze wereld. Op de albumcover staat een zelfportret van Bowie, dat hij maakte in 1995.

## Thematiek
Het conceptalbum verhaalt over Nathan Adler die de moord op de 14 jaar oude Baby Grace Blue onderzoekt. In het dystopische tijdperk van de ambtenaar Adler wordt mutilatie en moord soms gezien als kunst. Het is Adlers taak om te achterhalen of het in het geval van de moord op Baby Grace Blue om moord of om een kunstuiting gaat. Zijn perspectieven vind je terug in de nummers "The Hearts Filthy Lesson", "No Control" and Two segues. De zienswijze van de slechterik, Ramona A. Stone zit in het lied I Am with Name. De woorden van het slachtoffer zijn vastgelegd op een cassettebandje en zijn te horen in het liedje "Segue – Baby Grace (A Horrid Cassette). Verder zijn er nog de karakters Algeria Touchshriek, Leon Blank, Paddy en The artist. Daarnaast hebben de inwoners van 'Oxford Town' een stem.

## Vervolg
In de jaren die volgden na het uitbrengen van het album sprak Bowie regelmatig over een vervolg op dit album, waarbij hij zou vertellen hoe het millennium zou eindigen. Een album met de titel Contamination stond gepland voor het voorjaar van 1997, maar werd nooit uitgebracht. Ook was er een album Inside gepland, waarin de making-of van dit album beschreven werd. In het jaar voor Bowie's overlijden op 10 januari 2016 sprak hij met Brian Eno over een nieuwe versie van het album, aangezien het enigszins vergeten was. Door de dood van Bowie werd dit nooit gerealiseerd.
Drie nummers van het album kwamen ook uit op single. "The Hearts Filthy Lesson" bereikte de 35e plaats in Engeland. Het nummer "Strangers When We Meet" vormde een dubbele A-kant met een liveversie van het klassieke Bowie-nummer "The Man Who Sold the World" en bereikte positie 39. "Hallo Spaceboy" werd echter de grootste hit van het album nadat er een remix werd gemaakt door de Pet Shop Boys, wat de 24e plaats bereikte in Nederland en de twaalfde plaats in Engeland.

## Tracklist
- Alle nummers geschreven door Bowie, de componisten staan tussen haakjes weergegeven. Schuingedrukt staan de karakters die het nummer vertolken. Het nummer "I Am with Name" bevat een sample uit Live at the Brixton Academy, een livealbum van Queen-gitarist Brian May.

Cd-versie
1. "Leon Takes Us Outside" Leon Blank (Bowie/Brian Eno/Reeves Gabrels/Mike Garson/Erdal Kızılçay/Sterling Campbell) – 1:25
2. "Outside" Prologue (Bowie/Kevin Armstrong) – 4:04
3. "The Hearts Filthy Lesson" Detective Nathan Adler (Bowie/Eno/Gabrels/Garson/Kızılçay/Campbell) – 4:57
4. "A Small Plot of Land" The residents of Oxford Town, New Jersey (Bowie/Eno/Gabrels/Garson/Kızılçay/Campbell) – 6:34
5. "(Segue) – Baby Grace (A Horrid Cassette)" Baby Grace Blue (Bowie/Eno/Gabrels/Garson/Kızılçay/Campbell) – 1:39
6. "Hallo Spaceboy" Paddy (Bowie/Eno) – 5:14
7. "The Motel" Leon Blank (Bowie) – 6:49
8. "I Have Not Been to Oxford Town" Leon Blank (Bowie/Eno) – 3:47
9. "No Control" Detective Nathan Adler (Bowie/Eno) – 4:33
10. "(Segue) – Algeria Touchshriek" Algeria Touchshriek (Bowie/Eno/Gabrels/Garson/Kızılçay/Campbell) – 2:03
11. "The Voyeur of Utter Destruction (as Beauty)" The Artist/Minotaur (Bowie/Eno/Gabrels) – 4:21
12. "(Segue) – Ramona A. Stone/I Am with Name" Ramona A. Stone and her acolytes (Bowie/Eno/Gabrels/Garson/Kızılçay/Campbell) – 4:01
13. "Wishful Beginnings" The Artist/Minotaur (Bowie/Eno) – 5:08
14. "We Prick You" Members of the Court of Justice (Bowie/Eno) – 4:33
15. "(Segue) Nathan Adler" Detective Nathan Adler (Bowie/Eno/Gabrels/Garson/Kızılçay/Campbell) – 1:00
16. "I'm Deranged" The Artist/Minotaur (Bowie/Eno) – 4:31
17. "Thru' These Architects Eyes" Leon Blank (Bowie/Gabrels) – 4:22
18. "(Segue) Nathan Adler" Detective Nathan Adler (Bowie/Eno) – 0:28
19. "Strangers When We Meet" Leon Blank (Bowie) – 5:07

Excerpts from Outside (1995)
1. "Leon Takes Us Outside (edit vers)" – 1:24
2. "Outside" – 4:04
3. "The Hearts Filthy Lesson" – 4:57
4. "A Small Plot of Land" – 6:34
5. "Segue – Baby Grace Blue (A Horrid Cassette)" – 1:39
6. "Hallo Spaceboy" – 5:14
7. "The Motel (edit)" – 5:03
8. "I Have Not Been to Oxford Town" – 3:47
9. "The Voyeur of Utter Destruction (as Beauty)" – 4:21
10. "Segue – Ramona A. Stone / I am with Name" – 4:01
11. "We Prick You" – 4:33
12. "Segue – Nathan Adler" – 1:00
13. "I'm Deranged" – 4:31

Australische bonus disc – versie 2
1. "Hallo Spaceboy" (Pet Shop Boys remix) – 4:26
2. "Under Pressure" (live) – 4:08
3. "Moonage Daydream" (live) – 5:29
4. "The Man Who Sold the World" (live) – 3:35
5. "Strangers When We Meet" (edit) – 4:21
6. "The Hearts Filthy Lesson" (Bowie mix) – 4:56

Disc 2 op heruitgave 2004
1. "The Hearts Filthy Lesson" (Trent Reznor Alternative Mix) – 5:20
2. "The Hearts Filthy Lesson" (Rubber Mix) – 7:41
3. "The Hearts Filthy Lesson" (Simple Test Mix) – 6:38
4. "The Hearts Filthy Lesson" (Filthy Mix) – 5:51
5. "The Hearts Filthy Lesson" (Good Karma Mix by Tim Simenon) – 5:00
6. "A Small Plot of Land" (Basquiat) – 2:48
7. "Hallo Spaceboy" (12" Remix) – 6:45
8. "Hallo Spaceboy" (Double Click Mix) – 7:47
9. "Hallo Spaceboy" (Instrumental) – 7:41
10. "Hallo Spaceboy" (Lost in Space Mix) – 6:29
11. "I am with Name" (Album Version) – 4:01
12. "I'm Deranged" (Jungle Mix) – 7:00
13. "Get Real" – 2:49
14. "Nothing to be Desired" – 2:15

## Musici
Producers
- David Bowie
- Brian Eno
- David Richards

Muzikanten
- David Bowie: zang, saxofoon, gitaar, keyboards
- Brian Eno: synthesizers, behandelingen, strategieën
- Reeves Gabrels: gitaar
- Erdal Kızılçay: basgitaar, keyboards
- Mike Garson: piano
- Sterling Campbell: drums
- Carlos Alomar: slaggitaar
- Joey Baron: drums
- Yossi Fine: basgitaar
- Tom Frish: gitaar op "Strangers When We Meet"
- Kevin Armstrong: gitaar op "Thru' These Architects Eyes"
- Bryony, Lola, Josey and Ruby Edwards: achtergrondzang op "The Hearts Filthy Lesson" en "I Am with Name"